# Henrik I. Angleški
Henrik I. Angleški, angleški kralj, * okoli 1068/1069, Selby, Yorkshire, † 1. december 1135, Saint-Denis-en-Lyons, Normandija.
Henrik je bil četrti sin Viljema Osvajalca. Nasledil je svojega brata, Viljema II. kot angleški kralj leta 1100 in premagal svojega najstarejšega brata, Roberta Curthosa, da je postal Normanski vojvoda. 
Njegovo vladanje je znano po političnem oportunizmu. Njegovo nasledstvo je bilo potrjeno, ko se je njegov brat Robert bojeval v 1. križarski vojni. Začetek njegovega vladanja so zaznamovali boji proti njegovemu bratu Robertu za prevlado v Angliji in Normandiji.

## Zgodnje življenje
Henrik se je rodil med letoma 1068 in 1069 v severovzhodni Angliji. Njegova mati, kraljica Matilda, ga je imenovala po njegovem stricu, Henriku I. Francoskem. Ker je bil najmlajši sin, so od njega pričakovali, da bo postal škof in je prejel precej daljše izobraževanje, kot pa je bilo običajno za mlade plemiče in je bil zato tudi prvi normanski vladar, ki je tekoče govoril angleško. Njegov oče Viljem Osvajalec je pred svojo smrtjo leta 1087 odredil, da je njegovo premoženje razdeli med njegove tri sinove:
- Robert III. Normandijski je dobil vojvodstvo Normandije,
- Viljem II. Angleški je dobil kraljestvo Anglije,
- Henrik I. je prejel 5.000 funtov v srebru.

Nezadovoljni Henrik je usmeril enega brata proti drugemu. Ko sta brata izvedela za to, sta skupaj podpisala sporazum, po kateri bi, če bi eden od dveh bratov umrl, drugi prejel njegovo ozemlje in združil Anglijo in Normandijo.

## Zasedba prestola
Ko je bil 2. avgusta 1100 Viljem II. ubit v lovski nesreči v New Forestu, se vojvoda Robert še ni vrnil s križarskih vojn. Zaradi njegove odsotnosti in ker ni bil poznan med Normani, je bil 5. avgusta v Winchesterski opatiji okronan za angleškega kralja.

## Prva poroka
11. novembra 1100 se je Henrik poročil z Edito, s hčerko Malcoma III. kralja Škotske. Ker je bil Edita nečakinja Edgarja Æthelinga in pravnukinja Edmunda II., se je normanska pomešala s staro angleško kraljevo krvjo. Ker normanski baroni niso odobravali te poroke, si je Edita po tem, ko je postala kraljica, spremenila ime v Matildo.

## Kralj Anglije in vojvoda Normandije
Robert III. Normandijski je leta 1101 pokušal z invazijo Anglije postati kralj Anglije. Po sporazumu iz Altona je Robert priznal Henrika za kralja Anglije in se vrnil v Normandijo ter v zameno je dobil 2.000 mark na leto. Henrik se je leta 1105 odločil, da odstrani stalno nevarnost, ki mu je pretila zaradi Roberta, in Robertu plačeval manj. Povedel je vojsko z invazijo v Normandije.
Odločna bitka med bratoma se je odvila 28. septembra 1106 v majhni vasi Tinchebray. Nobena stran ni bila pripravljena za bitko. Obe vojski sta se premikali ena proti drugi, ne da bi vedeli pozicijo nasprotnikove strani. Bitka se je odvijala na območju nekaj kilometrov. V večernih urah je Robert skušal pobegniti, a so ga ujeli Henrikovi vojaki.
Po zmagi je Henrik zaprl svojega brata Roberta. Ko je Robert enkrat poskušal pobegniti iz grada v Cardiffu, vendar so ga ujeli. Da bi preprečil Robertu, da še enkrat zbeži, je Henrik naročil, naj mu izžgejo oči. Henrik je prevzel vojvodino Normandijo kot del Kraljevine Anglije.
Henrik je imel težave v Normandiji, zato jih je pokušal zmanjšati s poroko svojega najstarejšega sina s hčerko takratnega sovražnika grofa Fulka V. Anžujskega in s poroko svoje hčerke Matilde in Fulkovim sinom Geoffreyem Plantagenetskim, kar je veliko kasneje privedlo do združenja dveh kraljestev pod Plantageneti.

## Smrt
Henrik je leta 1135 obiskal Normandijo, da bi videl vnuke, otroke svoje hčerke Matilde in Geoffreya Plantagentskega. Tam je nagovoril svoje normansko plemstvo, da po njegov smrti prizna njegovo hčerko Matildo za kraljico Anglije. Plemstvo je dalo prisego, da bo to tudi naredilo. Toda, ko je Henrik umrl zaradi zastrupitve s hrano, je plemstvo za novega kralja imenovalo Štefana Bloiškega. Med vladavino cesarice Matilde in kralja Štefana se je odvijala dolga državljanska vojna, ki je poznana kot obdobje anarhije. Spor je bil rešen šele leta 1153 s Štefanovim imenovanjem Matildinega sina kot naslednika.
| Henrik I. Angleški Normanska dinastijaRojen: 1068/1069 Umrl: 1. december 1135 |                                |                           |
| Vladarski nazivi                                                              |                                |                           |
| Predhodnik: Viljem II.                                                        | Kralj Anglije 1100–1135        | Naslednik: Štefan         |
| Predhodnik: William Adelin                                                    | vojvoda Normandijski 1120–1135 | Naslednik: Štefan         |
| Predhodnik: Robert Kratkohlači                                                | vojvoda Normandijski 1106–1120 | Naslednik: William Adelin |

1. ↑  Record #118773739 // Gemeinsame Normdatei — 2012—2016.
2. ↑  King Henry I